# Seh Konār
Seh Konār (persiska: سه کنار) är en ort i Iran.   Den ligger i provinsen Khuzestan, i den centrala delen av landet, 600 km söder om huvudstaden Teheran. Seh Konār ligger 287 meter över havet och antalet invånare är 131.
Terrängen runt Seh Konār är platt åt sydväst, men åt nordost är den kuperad.Runt Seh Konār är det ganska tätbefolkat, med 62 invånare per kvadratkilometer. Närmaste större samhälle är Behbahān, 19,5 km norr om Seh Konār. Omgivningarna runt Seh Konār är i huvudsak ett öppet busklandskap.